# Humber (estuarium)
De Humber is een estuarium in het noordoosten van Engeland, dat de monding vormt van de rivieren de Trent en de Ouse. De samenvloeiing van beide rivieren ligt bij het gehucht Faxfleet en draagt de naam Trent Falls. Op weg naar de Noordzee neemt de Humber ook de rivieren de Ancholme en de Hull op. Bij de monding van de laatste rivier ligt Kingston upon Hull (of kortweg: Hull) de voornaamste stad aan de Humber. De monding ligt tussen Cleethorpes en Spurn Head.
Er is één vaste verbinding over de Humber: de Humber Bridge, die in 1981 in gebruik werd genomen en destijds de langste hangbrug ter wereld was. Anno 2012 is het de tweede van Europa en de vijfde van de wereld.
Belangrijke havens aan de Humber zijn die van Kingston upon Hull  op de noordoever en Grimsby, Immingham en New Holland op de zuidoever.

## Geschiedenis
In Angelsaksische tijden was de Humber een belangrijke grens, die Northumbria scheidde van de zuidelijke koninkrijken. De naam Northumbria betekent ten Noorden van de Humber. De rivier vormt nu de grens tussen de East Riding of Yorkshire ten noorden, en Noord- en North East Lincolnshire ten zuiden van de rivier.

## Etymologie
De naam Humber is in Angelsaksische tijden opgetekend als Humbre (Angelsaksisch dativus) en Humbri (Latijn genitivus). De naam komt ook voor in Humber Brook bij Humber Court in Herefordshire of Worcestershire. Het woord humbr- betekent mogelijk "rivier" of heeft een soortgelijke betekenis in een taal die in Engeland werd gesproken in de tijd voor de Kelten.

## Legende
In de Middeleeuwen geloofden sommigen dat dat de rivier was genoemd naar Humber de Hun die, tijdens een invasiepoging, hier zou zijn verdronken. Dit verhaal staat vermeld in de Historia Regum Britanniae van Geoffrey van Monmouth.